# Platinum (Alaska)
Platinum es una ciudad ubicada en el Área censal de Bethel en el estado estadounidense de Alaska. En el Censo de 2010 tenía una población de 61 habitantes y una densidad poblacional de 0,52 personas por km².

## Geografía
Platinum se encuentra en las coordenadas 58°57′5″N 161°44′51″O / 58.95139, -161.74750. Según la Oficina del Censo de los Estados Unidos, Platinum tiene una superficie total de 116.85 km², de la cual 116.74 km² corresponden a tierra firme y (0.09%) 0.11 km² es agua.

## Demografía
Según el censo de 2010, había 61 personas residiendo en Platinum. La densidad de población era de 0,52 hab./km². De los 61 habitantes, Platinum estaba compuesto por el 4.92% blancos, el 0% eran afroamericanos, el 88.52% eran amerindios, el 1.64% eran asiáticos, el 0% eran isleños del Pacífico, el 0% eran de otras razas y el 4.92% pertenecían a dos o más razas. Del total de la población el 4.92% eran hispanos o latinos de cualquier raza.